# Francesco Pio Esposito
Francesco Pio Esposito (Castellammare di Stabia, 28 giugno 2005) è un calciatore italiano, attaccante dell'Inter e della nazionale Under-21 italiana.

## Biografia
È il fratello minore dei calciatori Salvatore e Sebastiano Esposito.

## Caratteristiche tecniche
Considerato uno degli attaccanti italiani più promettenti della sua generazione, è un centravanti molto fisico, coordinato e abile nel gioco aereo, oltre ad essere dotato di un'ottima visione di gioco. In possesso di un ottimo senso del gol, è altresì bravo tecnicamente.

## Carriera

### Club

#### Giovanili
Inizia a giocare  al Brescia nel 2011 assieme ai fratelli, nel 2014 è passato all'Inter con cui ha compiuto tutta la trafila nel settore giovanile fino alla Primavera.

#### Prestito allo Spezia
Il 1º agosto 2023 viene ceduto in prestito allo Spezia in Serie B, squadra in cui milita anche il fratello Salvatore. Esordisce da professionista il 14 agosto 2023, entrando al posto di Antonucci nella gara del 1º turno di Coppa Italia vinta ai rigori contro il Venezia. Il successivo 20 agosto, a 18 anni, esordisce in Serie B entrando al posto di Luca Moro nella gara pareggiata (3-3) contro il Südtirol allo stadio Druso di Bolzano. Nella sua prima stagione allo Spezia viene utilizzato in tutte le 38 gare di campionato e realizza 3 gol.
Il 19 luglio 2024 il prestito viene confermato per un'altra stagione. In campionato realizza 17 gol in 35 presenze, contribuendo al 3º posto dello Spezia. Nei play-off realizza altri 2 gol, ma lo Spezia perde la finale contro la Cremonese.

#### Inter
Nel giugno 2025 torna all’Inter per prendere parte al Mondiale per club negli Stati Uniti agli ordini del nuovo allenatore Cristian Chivu, che lo aveva già allenato nella Primavera nerazzurra. Esordisce con l'Inter il 21 giugno, nella seconda gara della fase a gironi, dove i nerazzurri battono in rimonta i giapponesi dell'Urawa Red Diamonds per 2-1, subentrando a suo fratello Sebastiano. Quattro giorni dopo, nella gara vinta 2-0 contro il River Plate, debutta da titolare, segnando al 72º il suo primo gol in maglia nerazzurra e venendo eletto miglior giocatore della partita.

### Nazionale
Ha iniziato a giocare con le nazionali giovanili italiane a partire dalla nazionale Under-17. 
Nel maggio del 2023 è stato convocato per il Mondiale Under-20 in Argentina, nel quale ha realizzato un gol e ottenuto il secondo posto con l'Italia, dopo la sconfitta in finale contro l'Uruguay. Nello stesso anno, a luglio, ha vinto l'Europeo Under-19 disputatosi a Malta, realizzando un gol nella manifestazione.
Nel successivo mese di settembre viene convocato in nazionale Under-21 dal neo CT Carmine Nunziata ed esordisce l'8 settembre 2023 nella partita di qualificazione all'Europeo di categoria pareggiata (0-0) contro la Lettonia. Il 5 settembre 2024 segna quattro reti nell'incontro di qualificazione vinto per 7-0 contro San Marino. Viene inserito tra i pre-convocati per l'Europeo Under-21 2025, ma deve rinunciare alla manifestazione a causa di un problema fisico.

## Statistiche

### Presenze e reti nei club
Statistiche aggiornate al 1º luglio 2025.
| Stagione        | Squadra         | Campionato      | Campionato | Campionato | Coppe nazionali | Coppe nazionali | Coppe nazionali | Coppe continentali | Coppe continentali | Coppe continentali | Altre coppe | Altre coppe | Altre coppe | Totale | Totale |
| Stagione        | Squadra         | Comp            | Pres       | Reti       | Comp            | Pres            | Reti            | Comp               | Pres               | Reti               | Comp        | Pres        | Reti        | Pres   | Reti   |
| --------------- | --------------- | --------------- | ---------- | ---------- | --------------- | --------------- | --------------- | ------------------ | ------------------ | ------------------ | ----------- | ----------- | ----------- | ------ | ------ |
| 2023-2024       | Spezia          | B               | 38         | 3          | CI              | 1               | 0               | -                  | -                  | -                  | -           | -           | -           | 39     | 3      |
| 2024-2025       | Spezia          | B               | 35+4       | 17+2       | CI              | 1               | 0               | -                  | -                  | -                  | -           | -           | -           | 40     | 19     |
| Totale Spezia   | Totale Spezia   | Totale Spezia   | 77         | 22         |                 | 2               | 0               |                    | 0                  | 0                  |             | -           | -           | 79     | 22     |
| giu. 2025       | Inter           | -               | -          | -          | -               | -               | -               | -                  | -                  | -                  | Cmc         | 2           | 1           | 2      | 1      |
| 2025-2026       | Inter           | A               | 0          | 0          | CI              | 0               | 0               | UCL                | 0                  | 0                  | SI          | 0           | 0           | 0      | 0      |
| Totale Inter    | Totale Inter    | Totale Inter    | 0          | 0          |                 | 0               | 0               |                    | 0                  | 0                  |             | 2           | 1           | 2      | 1      |
| Totale carriera | Totale carriera | Totale carriera | 77         | 22         |                 | 2               | 0               |                    | 0                  | 0                  |             | 2           | 1           | 81     | 23     |

### Cronologia presenze e reti in nazionale
| Cronologia completa delle presenze e delle reti in nazionale ― Italia under 21 | Cronologia completa delle presenze e delle reti in nazionale ― Italia under 21 | Cronologia completa delle presenze e delle reti in nazionale ― Italia under 21 | Cronologia completa delle presenze e delle reti in nazionale ― Italia under 21 | Cronologia completa delle presenze e delle reti in nazionale ― Italia under 21 | Cronologia completa delle presenze e delle reti in nazionale ― Italia under 21 | Cronologia completa delle presenze e delle reti in nazionale ― Italia under 21 | Cronologia completa delle presenze e delle reti in nazionale ― Italia under 21 |
| Data                                                                           | Città                                                                          | In casa                                                                        | Risultato                                                                      | Ospiti                                                                         | Competizione                                                                   | Reti                                                                           | Note                                                                           |
| ------------------------------------------------------------------------------ | ------------------------------------------------------------------------------ | ------------------------------------------------------------------------------ | ------------------------------------------------------------------------------ | ------------------------------------------------------------------------------ | ------------------------------------------------------------------------------ | ------------------------------------------------------------------------------ | ------------------------------------------------------------------------------ |
| 8-9-2023                                                                       | Jūrmala                                                                        | Lettonia under 21                                                              | 0 – 0                                                                          | Italia under 21                                                                | Qual. Europeo Under-21 2025                                                    | -                                                                              | 53’                                                                            |
| 12-9-2023                                                                      | Kocaeli                                                                        | Turchia under 21                                                               | 0 – 2                                                                          | Italia under 21                                                                | Qual. Europeo Under-21 2025                                                    | -                                                                              | 65’                                                                            |
| 17-10-2023                                                                     | Bolzano                                                                        | Italia under 21                                                                | 2 – 0                                                                          | Norvegia under 21                                                              | Qual. Europeo Under-21 2025                                                    | 1                                                                              | 87’                                                                            |
| 16-11-2023                                                                     | Serravalle                                                                     | San Marino under 21                                                            | 0 – 7                                                                          | Italia under 21                                                                | Qual. Europeo Under-21 2025                                                    | 1                                                                              |                                                                                |
| 21-11-2023                                                                     | Cork                                                                           | Irlanda under 21                                                               | 2 – 2                                                                          | Italia under 21                                                                | Qual. Europeo Under-21 2025                                                    | -                                                                              | 45’                                                                            |
| 22-3-2024                                                                      | Cesena                                                                         | Italia under 21                                                                | 2 – 0                                                                          | Lettonia under 21                                                              | Qual. Europeo Under-21 2025                                                    | -                                                                              | 67’                                                                            |
| 5-9-2024                                                                       | Latina                                                                         | Italia under 21                                                                | 7 – 0                                                                          | San Marino under 21                                                            | Qual. Europeo Under-21 2025                                                    | 4                                                                              |                                                                                |
| 10-9-2024                                                                      | Stavanger                                                                      | Norvegia under 21                                                              | 0 – 3                                                                          | Italia under 21                                                                | Qual. Europeo Under-21 2025                                                    | -                                                                              | 57’                                                                            |
| 15-10-2024                                                                     | Trieste                                                                        | Italia under 21                                                                | 1 – 1                                                                          | Irlanda under 21                                                               | Qual. Europeo Under-21 2025                                                    | -                                                                              | 53’                                                                            |
| 15-11-2024                                                                     | Empoli                                                                         | Italia under 21                                                                | 2 – 2                                                                          | Francia under 21                                                               | Amichevole                                                                     | -                                                                              | 60’                                                                            |
| 19-11-2024                                                                     | La Spezia                                                                      | Italia under 21                                                                | 2 – 2                                                                          | Ucraina under 21                                                               | Amichevole                                                                     | 1                                                                              | 74’                                                                            |
| Totale                                                                         |                                                                                | Presenze                                                                       | 11                                                                             |                                                                                | Reti                                                                           | 7                                                                              |                                                                                |

| Cronologia completa delle presenze e delle reti in nazionale ― Italia under 20 | Cronologia completa delle presenze e delle reti in nazionale ― Italia under 20 | Cronologia completa delle presenze e delle reti in nazionale ― Italia under 20 | Cronologia completa delle presenze e delle reti in nazionale ― Italia under 20 | Cronologia completa delle presenze e delle reti in nazionale ― Italia under 20 | Cronologia completa delle presenze e delle reti in nazionale ― Italia under 20 | Cronologia completa delle presenze e delle reti in nazionale ― Italia under 20 | Cronologia completa delle presenze e delle reti in nazionale ― Italia under 20 |
| Data                                                                           | Città                                                                          | In casa                                                                        | Risultato                                                                      | Ospiti                                                                         | Competizione                                                                   | Reti                                                                           | Note                                                                           |
| ------------------------------------------------------------------------------ | ------------------------------------------------------------------------------ | ------------------------------------------------------------------------------ | ------------------------------------------------------------------------------ | ------------------------------------------------------------------------------ | ------------------------------------------------------------------------------ | ------------------------------------------------------------------------------ | ------------------------------------------------------------------------------ |
| 21-5-2023                                                                      | Mendoza                                                                        | Italia under 20                                                                | 3 – 2                                                                          | Brasile under 20                                                               | Mondiali Under-20 2023 - 1º turno                                              | -                                                                              | 75’                                                                            |
| 24-5-2023                                                                      | Mendoza                                                                        | Italia under 20                                                                | 0 – 2                                                                          | Nigeria under 20                                                               | Mondiali Under-20 2023 - 1º turno                                              | -                                                                              | 59’                                                                            |
| 31-5-2023                                                                      | La Plata                                                                       | Inghilterra under 20                                                           | 1 – 2                                                                          | Italia under 20                                                                | Mondiali Under-20 2023 - Ottavi                                                | -                                                                              | 90+3’                                                                          |
| 3-6-2023                                                                       | San Juan                                                                       | Colombia under 20                                                              | 1 – 3                                                                          | Italia under 20                                                                | Mondiali Under-20 2023 - Quarti                                                | 1                                                                              | 90+6’                                                                          |
| 8-6-2023                                                                       | La Plata                                                                       | Italia under 20                                                                | 2 – 1                                                                          | Corea del Sud under 20                                                         | Mondiali Under-20 2023 - Semifinale                                            | -                                                                              | 82’                                                                            |
| 11-6-2023                                                                      | Buenos Aires                                                                   | Uruguay under 20                                                               | 1 – 0                                                                          | Italia under 20                                                                | Mondiali Under-20 2023 - Finale                                                | -                                                                              | 56’                                                                            |
| Totale                                                                         |                                                                                | Presenze                                                                       | 6                                                                              |                                                                                | Reti                                                                           | 1                                                                              |                                                                                |

## Palmarès

### Nazionale
- Campionato d'Europa Under-19: 1

Malta 2023

### Individuale
- Gran Galà del calcio AIC: 1

Migliore calciatore della Serie B: 2024